# Myxoedeem

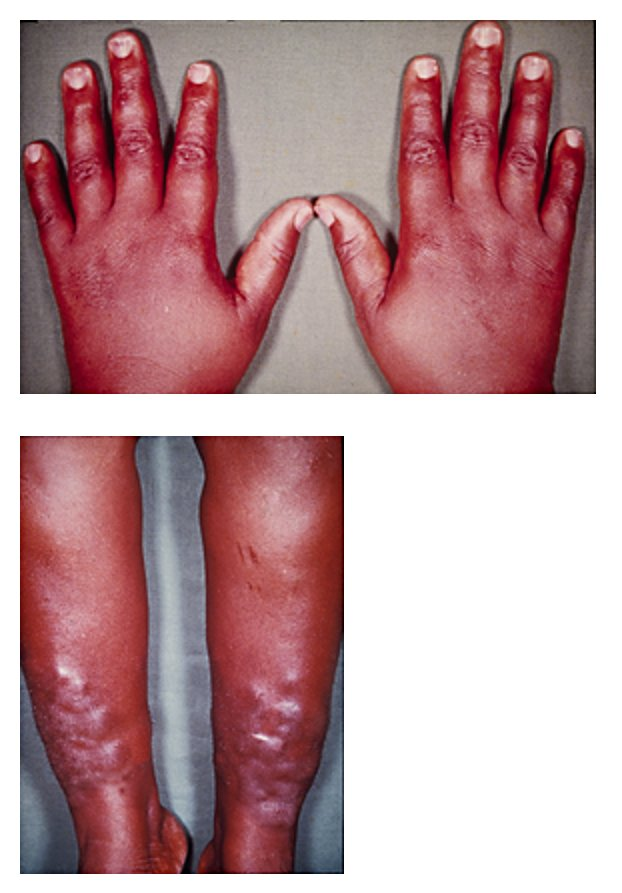
Myxoedeem op handen en benen

Myxoedeem is slijmerige vochtophoping in de huid.  Het ontstaat door de vorming van mucopolysacchariden in de dermis. Deze mucopolysacchariden binden vocht waardoor de zwelling ontstaat. Hierdoor blijven er, in tegenstelling tot bij 'gewoon' oedeem, geen putjes achter na lokale druk. Wel kan secundair 'pitting oedeem' ontstaan door verdrukking van de lymfevaten.
Ook vormt myxoedeem niet per definitie op de laagst gelegen lichaamsdelen, zoals bij oedeem onder invloed van de zwaartekracht het geval is, maar wordt het vaak gezien op de scheenbenen (pre-tibiaal). Soms komt het ook voor op de handen, ellebogen, armen of gelaat. In dit laatste geval is er vaak sprake van peri-orbitaal oedeem en oedeem van de oogleden. De huid is vaak gelig van kleur en voelt koud aan. 
Myxoedeem kan veroorzaakt worden door o.a. (langlopende/ernstige) hypothyreoïdie (bijvoorbeeld op basis van de ziekte van Hashimoto) en hyperthyreoïdie (bijvoorbeeld op basis van de ziekte van Graves).
Het woord myxoedeem komt van de oud-Griekse woorden μύξα, wat 'slijm' of 'slijmerige substantie' betekent, en οίδημα wat 'zwelling' betekent.